# Grown (canção)
"Grown"  é uma canção da girlgroup britânica Little Mix, contida em seu terceiro álbum de estúdio Get Weird, sendo o terceiro single promocional do disco após "Weird People". "Grown" foi lançada em 30 de outubro de 2015 para streaming online e download digital, incluído na pré-venda do album. A canção foi composta pelas integrantes do grupo, pela cantora Jess Glynne e por Janée Bennett, alcançando a 72ª posição no Reino Unido e a 105ª na Austrália.

## Antecedentes
No começo de novembro de 2014, foi liberado no canal do grupo na VEVO, um vídeo com os bastidores da gravação do terceiro álbum, Get Weird, onde, em uma parte deste, era tocada a canção no fundo enquanto a integrante Jade mostrava um trecho da letra; no dia 29 de outubro, as artistas anunciaram via twitter que a canção iria estar disponível para download pago no dia seguinte.

## Recepção da crítica
William J Connolly, da revista online Gaytimes disse: "Grown" mistura letras atrevidas com avarias de sax cativantes. Lewis Corner, do Digital Spy, disse que "os estouros do doo-wop vintage sobre as batidas de carnaval em "Grown" dão uma chama extra a linha "Sua voz abaixou / Achou que conseguiria lidar comigo?".

## Performances
Little Mix performou a canção pela primeira vez no Apple Music Festival; a canção também foi incluida na setlist da The Get Weird Tour..

## Créditos
Todo o processo de elaboração de "Grown" atribui os seguintes créditos:
Gravação
- Gravada no Electric Studios, (Londres), e gravação vocal no Blue Box Studios, (Londres)
- Publicado pelas empresas Sam Remo Music Ltd; BMG Rights Management, Universal Music Publishing; Sony/ATV Music Publishing; Copyright Control.

Produção
| - Edvard Førre Erfjord - Compositor, instrumentos e programação - Henrik Michelsen - Compositor, instrumentos e programação - Jess Glynne - Compositor, vocal de apoio - Janée "Jin Jin" Bennet - Compositor, vocal de apoio - Camille Purcell - Compositor - Jade Thirlwall - Compositor, vocal principal - Jesy Nelson - Compositor, vocal principal - Leigh-Anne Pinnock - Compositor, vocal principal - Perrie Edwards - Compositor, vocal principal | - Maegan Cottone - Produção vocal - Wez Clarke - Mixagem - Electric - Produção, engenharia - Sam Ellison - Produção vocal assistente - Chris Bishop - Engenheiro vocal |

## Desempenho nas tabelas musicais
No Reino Unido, "Grown" vendeu mais de 6 mil cópias, conseguindo fazer com que a canção entrasse na 72.ª posição da UK Singles Charts, sendo que na Austrália, a canção alcançou a 105.ª posição na ARIA Charts.

### Posições
| Tabela musical (2015)                          | Melhor posição |
| ---------------------------------------------- | -------------- |
| Austrália (ARIA)                               | 105            |
| Estados Unidos ( Billboard Twitter Top Tracks) | 14             |
| Reino Unido (UK Singles Chart)                 | 72             |

## Histórico de lançamento
| País  | Data                  | Formato          | Gravadora  |
| ----- | --------------------- | ---------------- | ---------- |
| Mundo | 30 de outubro de 2015 | Download digital | Syco Music |